# Liste der Monuments historiques in Île-Tudy
Die Liste der Monuments historiques in Île-Tudy führt die Monuments historiques in der französischen Gemeinde Île-Tudy auf.

## Liste der Objekte
| Bezeichnung                                   | Beschreibung                                           | Standort                     | Kennzeichnung | Schutzstatus | Datum | Bild |
| --------------------------------------------- | ------------------------------------------------------ | ---------------------------- | ------------- | ------------ | ----- | ---- |
| Skulptur Madonna mit Kind                     | Holz, polychrom gefasst, 17. Jahrhundert               | in der Kirche St-Tudy (Lage) | PM29003643    | Inscrit      | 1990  |      |
| Skulptur des heiligen Tudy als Mönch          | Eisen, zweite Hälfte des 19. Jahrhunderts              | in der Kirche St-Tudy (Lage) | PM29004862    | Inscrit      | 1999  |      |
| Skulptur des heiligen Tudy als Bischof        | Holz, polychrom gefasst, 17. Jahrhundert               | in der Kirche St-Tudy (Lage) | PM29003640    | Inscrit      | 1990  |      |
| Skulptur Madonna mit Kind                     | Holz, polychrom gefasst und vergoldet, um 1500         | in der Kirche St-Tudy (Lage) | PM29001443    | Classé       | 1992  |      |
| Votivgabe: Modell eines Segelschiffs          | Holz, Anfang des 20. Jahrhunderts                      | in der Kirche St-Tudy (Lage) | PM29003644    | Inscrit      | 1990  |      |
| Kelch                                         | Silber, 1706                                           | in der Kirche St-Tudy (Lage) | PM29001841    | Classé       | 1999  |      |
| Figur Madonna ohne Kind                       | Holz, polychrom gefasst und vergoldet, 17. Jahrhundert | in der Kirche St-Tudy (Lage) | PM29003641    | Inscrit      | 1990  |      |
| Skulptur Christus am Kreuz (am Triumphbalken) | Holz, polychrom gefasst, 16. Jahrhundert               | in der Kirche St-Tudy (Lage) | PM29003642    | Inscrit      | 1990  |      |
| Skulptur der heiligen Constanza               | Holz, polychrom gefasst und vergoldet, 18. Jahrhundert | in der Kirche St-Tudy (Lage) | PM29004861    | Inscrit      | 1999  |      |